# Univerzitní liga ledního hokeje 2024/2025
Sezóna 2024/2025 byla 5. sezónou Univerzitní ligy ledního hokeje. Titul z předchozí sezony úspěšně obhájil tým UK Kings Prague. Již v průběhu loňské sezóny byl oznámen nový tým, který doplnil stávající devítku. Stal se jím třetí tým z Prahy, který se bude hrát po záštitou Vysoké školy ekonomické pod názvem VŠE Falcons Prague. Během letní přestávky se mezi týmy soutěže přidaly další dva týmy. Pražští ČZU Farmers Prague, které zastupuje Česká zemědělská univerzita a hradečtí UNIted HK hrající pod hlavičkou Univerzity Hradec Králové.

## Systém soutěže
Základní část Univerzitní ligy ledního hokeje probíhá od září do poloviny března, během níž se všechny týmy utkají dvakrát systémem každý s každým, což znamená celkem 22 kol. Následuje play-off, do kterého postupuje 10 nejlepších týmů ze základní části. Šest nejvýše umístěných celků získává přímý postup do čtvrtfinále, zatímco týmy na 7.–10. místě se utkají v předkole hraném na jedno vítězné utkání. Ve čtvrtfinále si čtyři nejlepší týmy ze základní části volí své soupeře. Stejný princip výběru platí i pro semifinále, přičemž rozhodující roli hraje umístění po základní části. Play-off se hraje na dvě vítězná utkání. Vítěz finále získává titul Mistra ULLH a prestižní Pohár Jana Palacha. Konečné pořadí na 2.–8. místě se stanovuje na základě výsledků play-off a umístění po základní části.

## Kluby podle krajů

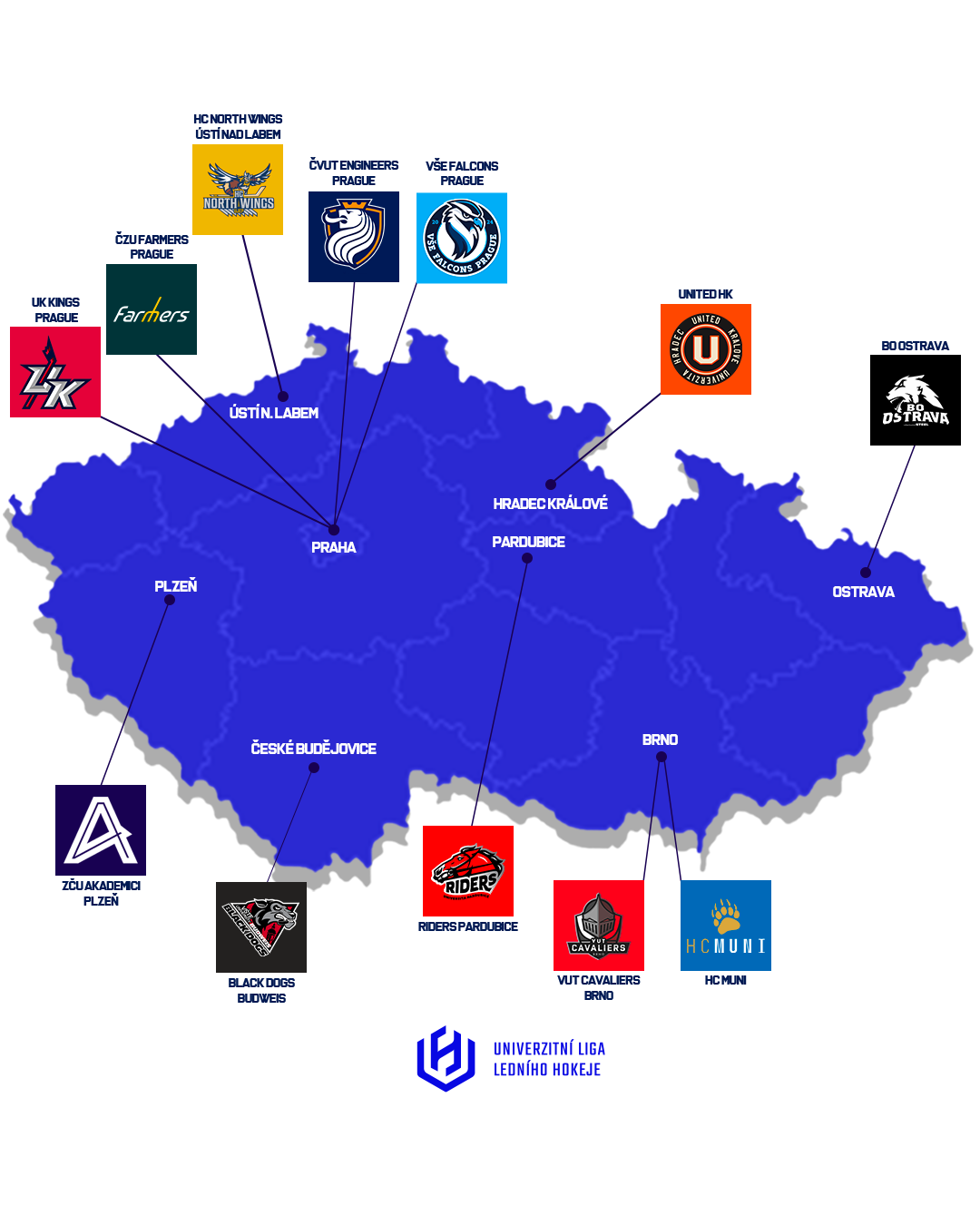
Oficiální mapa týmů ULLH 2024/2025

- Praha: ČVUT Engineers Prague, UK Kings Prague, VŠE Falcons Prague, ČZU Farmers Prague
- Jihočeský kraj: Black Dogs Budweis
- Plzeňský kraj: ZČU Akademici Plzeň
- Královéhradecký kraj: UNIted HK
- Pardubický kraj: Riders Univerzita Pardubice
- Ústecký kraj: HC North Wings
- Moravskoslezský kraj: BO OSTRAVA Vítkovice Steel
- Jihomoravský kraj: HC MUNI, VUT Cavaliers Brno

## Týmy
| Tým                         | Město            | Stadion                                             | Kapacita             |
| --------------------------- | ---------------- | --------------------------------------------------- | -------------------- |
| HC MUNI                     | Brno             | HHDM                                                | 500                  |
| VUT Cavaliers Brno          | Kuřim            | ZS Kuřim / Winning Group Arena                      | 400 / 7 700          |
| UK Kings Prague             | Praha            | Škoda Icerink / SH Fortuna / ZS Eden                | — / 13 238 / 4 000   |
| ČVUT Engineers Prague       | Praha            | ZS Hvězda / ČEZ Stadion / SH Fortuna                | 800 / 5 200 / 13 238 |
| VŠE Falcons Prague          | Praha            | ICE Arena Kateřinky / SH Fortuna                    | — / 13 238           |
| ČZU Farmers Prague          | Praha            | SH Fortuna                                          | 13 238               |
| ZČU Akademici Plzeň         | Plzeň            | ICE ARENA Plzeň / LOGSPEED CZ Aréna                 | 300 / 7 700          |
| UNIted HK                   | Hradec Králové   | ČPP aréna                                           | 6 890                |
| Riders Univerzita Pardubice | Pardubice        | Enteria arena                                       | 10 088               |
| HC North Wings              | Ústí nad Labem   | ZS Ústí nad Labem                                   | 6 500                |
| BO OSTRAVA Vítkovice Steel  | Ostrava          | Mltifunkční hala Ostrava / RT TORAX ARENA           | 502 / 4 200          |
| Black Dogs Budweis          | České Budějovice | Hokejové Centrum Pouzar / Kuki aréna / Budvar aréna | 300 / — / 6 421      |

Poznámky
1. ↑  V rámci Hokejového souboje univerzit, tedy zápase proti MUNI hrálo VUT svůj domácí zápas ve Winning Group Aréně.
2. 1 2 3  V rámci bitvy o Prahu hráli hokejisté Engineers, Falcons a UK svůj domácí zápas ve Sportovní hale Fortuna.
3. ↑  Domácí finálový duel proti Black Dogs odehráli hokejisté Kings na pražském zimním stadionu v Edenu.
4. ↑  V rámci zápasu proti Akademikům hráli hokejisté Engineers svůj domáci zápas na ČEZ stadionu Kladno.
5. ↑  Vybrané domácí zápasy odehráli Akademici v LOGSPEED CZ Aréně.
6. ↑   Vybrané domácí zápasy odehráli hokejisté ostravských univerzit v Porubské RT TORAX aréně.
7. ↑   V rámci Winter Classic proti VŠE odehráli hokejisté Black Dogs svůj domácí zápas v Hlubocké Kuki aréně.
8. ↑   V rámci derby proti hráčům hradeckých univerzit odehráli Black Dogs svůj domácí zápas v Budvar aréně.

## Tabulka základní části[4]
| Poř. | Tým                         | Z  | V  | VP | PP | P  | VG  | OG  | B  |
| ---- | --------------------------- | -- | -- | -- | -- | -- | --- | --- | -- |
| 1.   | Black Dogs Budweis          | 22 | 21 | 0  | 0  | 1  | 149 | 41  | 63 |
| 3.   | ČVUT Engineers Prague       | 22 | 15 | 3  | 0  | 4  | 97  | 58  | 51 |
| 3.   | UK Kings Prague             | 22 | 16 | 0  | 1  | 5  | 97  | 52  | 49 |
| 4.   | ZČU Akademici Plzeň         | 22 | 15 | 0  | 2  | 5  | 89  | 62  | 47 |
| 5.   | BO OSTRAVA Vítkovice Steel  | 22 | 10 | 3  | 1  | 8  | 81  | 71  | 37 |
| 6.   | VŠE Falcons Prague          | 22 | 9  | 3  | 0  | 10 | 75  | 73  | 33 |
| 7.   | UNIted HK                   | 22 | 9  | 0  | 2  | 11 | 63  | 87  | 25 |
| 8.   | VUT Cavaliers Brno          | 22 | 7  | 1  | 2  | 12 | 58  | 92  | 25 |
| 9.   | Riders Univerzita Pardubice | 22 | 6  | 1  | 2  | 13 | 69  | 102 | 22 |
| 10.  | HC MUNI                     | 22 | 5  | 2  | 1  | 14 | 57  | 94  | 20 |
| 11.  | ČZU Farmers Prague          | 22 | 4  | 1  | 0  | 17 | 64  | 99  | 14 |
| 12.  | HC North Wings              | 22 | 1  | 0  | 3  | 18 | 46  | 114 | 6  |

| Vysvětlivka                 |
| --------------------------- |
| Postup do čtvrtfinále       |
| Postup do předkola play-off |
| Konec sezóny pro daný tým   |

## Hráčské statistiky základní části

### Kanadské bodování
Toto je konečné pořadí hráčů podle dosažených bodů. Za jeden vstřelený gól nebo přihrávku na gól hráč získal jeden bod.
| Poř. | Hráč                 | Tým                         | Z  | G  | A  | B  | TM | +/- |
| ---- | -------------------- | --------------------------- | -- | -- | -- | -- | -- | --- |
| 1.   | Matouš Masopust      | Black Dogs Budweis          | 22 | 27 | 23 | 50 | 6  | +41 |
| 2.   | David Routa          | ČVUT Engineers Prague       | 20 | 18 | 22 | 40 | 4  | +21 |
| 3.   | Jan Vavřík           | Black Dogs Budweis          | 22 | 13 | 25 | 38 | 6  | +38 |
| 4.   | Yahor Hrakholski     | Black Dogs Budweis          | 20 | 20 | 17 | 38 | 14 | +33 |
| 5.   | Samuel Neo Kucharčík | UK Kings Prague             | 21 | 14 | 18 | 32 | 18 | +18 |
| 6.   | Štěpán Říha          | ZČU Akademici Plzeň         | 22 | 13 | 19 | 32 | 22 | +13 |
| 7.   | Vojtěch Matějka      | ČVUT Engineers Prague       | 21 | 12 | 20 | 32 | 10 | +21 |
| 8.   | Tomáš Vochozka       | Black Dogs Budweis          | 20 | 7  | 25 | 32 | 2  | +18 |
| 8.   | Filip Petrásek       | Black Dogs Budweis          | 21 | 10 | 19 | 29 | 4  | +32 |
| 10.  | Jan Matuška          | Riders Univerzita Pardubice | 21 | 14 | 13 | 27 | 16 | +2  |

### Hodnocení brankářů
Toto je konečné pořadí nejlepších deseti brankářů.
| Poř. | Hráč             | Tým                        | Z. | MIN  | OG | PZ  | PS  | POG  | Úsp%  |
| ---- | ---------------- | -------------------------- | -- | ---- | -- | --- | --- | ---- | ----- |
| 1.   | Marek Dvořák     | Black Dogs Budweis         | 9  | 490  | 13 | 234 | 247 | 1.59 | 94.74 |
| 2.   | Kristián Novák   | UK Kings Prague            | 10 | 599  | 24 | 325 | 349 | 2,40 | 93.12 |
| 3.   | Dominik Ludvík   | Black Dogs Budweis         | 14 | 730  | 26 | 351 | 377 | 2,14 | 93.10 |
| 4.   | Antonín Nowak    | BO OSTRAVA Vítkovice Steel | 16 | 848  | 39 | 514 | 553 | 2,76 | 92.95 |
| 5.   | Ondřej Holubec   | UNIted HK                  | 9  | 545  | 26 | 339 | 365 | 2,86 | 92.88 |
| 6.   | Zbyněk Varga     | ZČU Akademici Plzeň        | 8  | 477  | 18 | 220 | 238 | 2.42 | 92.44 |
| 7.   | Filip Ženíšek    | ZČU Akademici Plzeň        | 11 | 610  | 25 | 295 | 320 | 2.46 | 92.19 |
| 8.   | Michal Pícl      | ČVUT Engineers Prague      | 18 | 1086 | 43 | 502 | 545 | 2,38 | 92.11 |
| 9.   | Adam Běhal       | VUT Cavaliers Brno         | 9  | 475  | 28 | 291 | 319 | 3,54 | 91.22 |
| 10.  | Štěpán Zlatnický | VUT Cavaliers Brno         | 14 | 816  | 51 | 528 | 579 | 3,75 | 91.19 |

## Play-off
|  | Předkolo | Předkolo         | Předkolo            |                    |               | Čtvrtfinále        | Čtvrtfinále | Čtvrtfinále        |   |  | Semifinále | Semifinále | Semifinále      |   |  | Finále | Finále | Finále |
|  |          |                  |                     |                    |               |                    |             |                    |   |  |            |            |                 |   |  |        |        |        |
|  | 7.       | UNIted HK        | 1                   |                    |               |                    |             |                    |   |  |            |            |                 |   |  |        |        |        |
|  | 10.      | HC MUNI          | 0                   |                    |               |                    |             |                    |   |  |            |            |                 |   |  |        |        |        |
|  | 10.      | HC MUNI          | 0                   |                    | 3.            | UK Kings Prague    | 2           |                    |   |  |            |            |                 |   |  |        |        |        |
|  |          |                  |                     |                    | 3.            | UK Kings Prague    | 2           |                    |   |  |            |            |                 |   |  |        |        |        |
|  |          |                  | 7.                  | UNIted HK          | 0             |                    |             |                    |   |  |            |            |                 |   |  |        |        |        |
|  |          |                  | 7.                  | UNIted HK          | 0             |                    |             |                    |   |  |            |            |                 |   |  |        |        |        |
|  |          |                  |                     |                    |               |                    |             |                    |   |  |            |            |                 |   |  |        |        |        |
|  |          |                  |                     |                    |               |                    |             |                    |   |  |            |            |                 |   |  |        |        |        |
|  |          |                  |                     |                    |               |                    | 3.          | UK Kings Prague    | 2 |  |            |            |                 |   |  |        |        |        |
|  |          |                  |                     |                    |               |                    |             |                    | 2 |  |            |            |                 |   |  |        |        |        |
|  |          | 4.               | ZČU Akademici Plzeň | 0                  |               |                    |             |                    |   |  |            |            |                 |   |  |        |        |        |
|  |          | 4.               | ZČU Akademici Plzeň | 0                  |               |                    |             |                    |   |  |            |            |                 |   |  |        |        |        |
|  |          |                  |                     |                    |               |                    |             |                    |   |  |            |            |                 |   |  |        |        |        |
|  |          |                  |                     |                    |               |                    |             |                    |   |  |            |            |                 |   |  |        |        |        |
|  |          | 4.               | ZČU Akademici Plzeň | 2                  |               |                    |             |                    |   |  |            |            |                 |   |  |        |        |        |
|  |          |                  |                     | 2                  |               |                    |             |                    |   |  |            |            |                 |   |  |        |        |        |
|  |          |                  | 5.                  | BO Ostrava         | 0             |                    |             |                    |   |  |            |            |                 |   |  |        |        |        |
|  |          |                  | 5.                  | BO Ostrava         | 0             |                    |             |                    |   |  |            |            |                 |   |  |        |        |        |
|  |          |                  |                     |                    |               |                    |             |                    |   |  |            |            |                 |   |  |        |        |        |
|  |          |                  |                     |                    |               |                    |             |                    |   |  |            |            |                 |   |  |        |        |        |
|  |          |                  |                     |                    |               |                    |             |                    |   |  |            | 3.         | UK Kings Prague | 2 |  |        |        |        |
|  |          |                  |                     |                    |               |                    |             |                    |   |  |            |            |                 |   |  |        |        |        |
|  |          | 1.               | Black Dogs Budweis  | 1                  |               |                    |             |                    |   |  |            |            |                 |   |  |        |        |        |
|  | 8.       | 1.               | Black Dogs Budweis  | 1                  | VUT Cavaliers | 0                  |             |                    |   |  |            |            |                 |   |  |        |        |        |
|  | 8.       |                  |                     |                    | VUT Cavaliers | 0                  |             |                    |   |  |            |            |                 |   |  |        |        |        |
|  | 9.       | Riders Pardubice | 1                   |                    |               |                    |             |                    |   |  |            |            |                 |   |  |        |        |        |
|  | 9.       | Riders Pardubice | 1                   |                    | 1.            | Black Dogs Budweis | 2           |                    |   |  |            |            |                 |   |  |        |        |        |
|  |          |                  |                     |                    | 1.            | Black Dogs Budweis | 2           |                    |   |  |            |            |                 |   |  |        |        |        |
|  |          |                  | 9.                  | Riders Pardubice   | 0             |                    |             |                    |   |  |            |            |                 |   |  |        |        |        |
|  |          |                  | 9.                  | Riders Pardubice   | 0             |                    |             |                    |   |  |            |            |                 |   |  |        |        |        |
|  |          |                  |                     |                    |               |                    |             |                    |   |  |            |            |                 |   |  |        |        |        |
|  |          |                  |                     |                    |               |                    |             |                    |   |  |            |            |                 |   |  |        |        |        |
|  |          |                  |                     |                    |               |                    | 1.          | Black Dogs Budweis | 2 |  |            |            |                 |   |  |        |        |        |
|  |          |                  |                     |                    |               |                    |             |                    | 2 |  |            |            |                 |   |  |        |        |        |
|  |          | 6.               | VŠE Falcons Prague  | 0                  |               |                    |             |                    |   |  |            |            |                 |   |  |        |        |        |
|  |          | 6.               | VŠE Falcons Prague  | 0                  |               |                    |             |                    |   |  |            |            |                 |   |  |        |        |        |
|  |          |                  |                     |                    |               |                    |             |                    |   |  |            |            |                 |   |  |        |        |        |
|  |          |                  |                     |                    |               |                    |             |                    |   |  |            |            |                 |   |  |        |        |        |
|  |          | 2.               | ČVUT Engineers      | 0                  |               |                    |             |                    |   |  |            |            |                 |   |  |        |        |        |
|  |          |                  |                     | 0                  |               |                    |             |                    |   |  |            |            |                 |   |  |        |        |        |
|  |          |                  | 6.                  | VŠE Falcons Prague | 2             |                    |             |                    |   |  |            |            |                 |   |  |        |        |        |
|  |          |                  | 6.                  | VŠE Falcons Prague | 2             |                    |             |                    |   |  |            |            |                 |   |  |        |        |        |
|  |          |                  |                     |                    |               |                    |             |                    |   |  |            |            |                 |   |  |        |        |        |

## Speciální zápasy

### Hokejový souboj univerzit — Brno
16. října 2024 se uskutečnil Hokejový souboj brněnských univerzit mezi VUT Cavaliers Brno a HC MUNI. Úvodní buly se uskutečnilo v 19:00. V zápase zvítězili hráči MUNI 4:3. Do Winning Group Areny přišlo 7 700 diváků, vyprodáno již po třetí za sebou v rámci souboje. 
| 16. října 2024 19:00 | VUT Cavaliers Brno | 3 : 4 (1:0, 1:2, 1:2) | HC MUNI | Winning Group Arena, Brno Návštěvnost: 7 700 (vyprodáno) |  |

| Report                                                                     |                                                                            |                             | |  |
| Štěpán Zlatnický                                                           | Štěpán Zlatnický                                                           | Brankáři                    | Filip Král                                                                                                  |  |
| Jeřábek (Slováček) 15:17' Březina (Orsech) 23:49' Cekr D. (Charvát) 53:46' | Jeřábek (Slováček) 15:17' Březina (Orsech) 23:49' Cekr D. (Charvát) 53:46' | 1:0 2:0 2:1 2:2 2:3 3:3 3:4 | 32:55' Horský (Babulík, Vaníček) 39:48' Jakubec (Bazala, Edl) 45:41' Kadlic (Babulík, Gonos) 59:44' Jakubec |  |
| 6 min                                                                      | 6 min                                                                      | Tresty                      | 6 min |  |
| 30                                                                         | 30                                                                         | Střely                      | 35 |  |